# Bokermannohyla nanuzae
Bokermannohyla nanuzae é uma espécie de anfíbio da família Hylidae. Endêmica do Brasil, pode ser encontrada nas Serra do Caraça e Serra do Cipó, no estado de Minas Gerais.